# Русанівський заказник
Русані́вський заказник — загальнозоологічний заказник місцевого значення в Україні. Розташований у заплаві річки Хорол, між селами Русанівка та Лучка. 
Площа заказника 353,0 га. Оголошено територією ПЗФ 01.12.2006 року з метою збереження в природному стані водноболотного угіддя з прилеглими сіножатями, що є осередком збереження мисливських видів тварин, та рідкісних, занесених до Червоної книги України (горностай, журавель сірий, стрічкарка блакитна, махаон, ванесса чорно-руда, дозорець-імператор, джміль моховий), Європейського Червоного списку (деркач, червінець непарний, синявець родовиковий) та Бернської конвенції (канюк, яструб великий, лунь болотяний, лунь лучний, погонич, сова сіра, сова вухата, одуд, сорокопуд-жулан, черепаха болотна, гадюка звичайна, джерелянка червоночерева, квакша, жаби часникова та гостроморда та ін.).